# The Concert in Central Park
The Concert in Central Park es el primer álbum en vivo del dúo de folk rock estadounidense Simon & Garfunkel, lanzado en febrero de 1982 por Warner Bros. Records. Fue grabado en septiembre de 1981 como un concierto benéfico al aire libre en el Central Park de Nueva York, donde asistieron más de medio millón de personas. Es considerado como uno de los acontecimientos musicales más importantes y emblemáticos en la historia de la música. 
Los ingresos se destinaron a la reurbanización y el mantenimiento del deteriorado espacio verde en el centro de Manhattan. Este concierto y álbum marcaron el inicio de una reunión de corta duración para Paul Simon y Art Garfunkel. El concepto de un concierto benéfico en Central Park había sido propuesto por el Comisionado de Parques Gordon Davis y el promotor Ron Delsener. El canal de televisión HBO acordó llevar el concierto, y trabajó con Delsener para decidir que Simon & Garfunkel serían los artistas apropiados para este evento. Además de las canciones de éxito de sus años como dúo, su set-list incluye material de sus carreras solistas, y versiones. El programa consistió en 21 canciones, aunque dos no se usaron en el álbum en vivo. Entre las canciones interpretadas estaban los clásicos "The Sound of Silence", "Mrs. Robinson", y "The Boxer". El evento concluyó con una canción de Simon, "Late in the Evening". Las continuas tensiones personales entre el dúo les llevaron a decidir en contra de una reunión permanente, a pesar del éxito del concierto y una gira mundial posterior.
El álbum y una película fueron lanzados el año después del concierto. La actuación de Simon & Garfunkel fue elogiada por los críticos musicales y el álbum tuvo éxito comercial. Alcanzó el puesto número seis en las listas de álbumes Billboard 200 y fue certificado doble platino por la Asociación de la Industria de Grabación de América (RIAA). Las grabaciones de vídeo se difundieron inicialmente en HBO, y posteriormente se pusieron a disposición en Laserdisc, CED, VHS y DVD.

## Lista de canciones
La canción "The Late Great Johnny Ace" y la repetición de "Late in the Evening" no están incluidas en el lanzamiento original del álbum, pero están incluidas en el DVD.
| Side One |                                       |          |  |
| N.º      | Título                                | Duración |  |
| 1.       | «Mrs. Robinson»                       | 3:52     |  |
| 2.       | «Homeward Bound»                      | 4:22     |  |
| 3.       | «America»                             | 4:47     |  |
| 4.       | «Me and Julio Down by the Schoolyard» | 3:22     |  |
| 5.       | «Scarborough Fair»                    | 3:52     |  |

| Side Two |                                     |          |  |
| N.º      | Título                              | Duración |  |
| 1.       | «April Come She Will»               | 2:37     |  |
| 2.       | «Wake Up Little Susie»              | 2:19     |  |
| 3.       | «Still Crazy After All These Years» | 4:04     |  |
| 4.       | «American Tune»                     | 4:33     |  |
| 5.       | «Late in the Evening»               | 4:09     |  |

| Side Three |                              |          |  |
| N.º        | Título                       | Duración |  |
| 1.         | «Slip Slidin' Away»          | 4:54     |  |
| 2.         | «A Heart in New York»        | 2:49     |  |
| 3.         | «Kodachrome/Maybellene»      | 5:51     |  |
| 4.         | «Bridge over Troubled Water» | 4:48     |  |

| Side Four |                                                |          |  |
| N.º       | Título                                         | Duración |  |
| 1.        | «Fifty Ways to Leave Your Lover»               | 4:23     |  |
| 2.        | «The Boxer»                                    | 6:02     |  |
| 3.        | «Old Friends»                                  | 2:57     |  |
| 4.        | «The 59th Street Bridge Song (Feelin' Groovy)» | 2:01     |  |
| 5.        | «The Sound of Silence»                         | 4:13     |  |

- Datos: Q671182
- Multimedia: The Concert in Central Park / Q671182